# 陳杏村
陳 杏村（日本語：ちん きょうそん、拼音：Chén xìngcūn、1909年1月3日 - 1977年）は、台湾出身のファッションデザイナー、実業家。蓮舫の父方の祖母にあたる。

## 生涯

### 生誕から結婚まで
1909年1月3日、日本統治下の台湾の新竹庁（現：新竹市）で産まれた。父は陳定墻で、砂糖業や通訳などを務めていた。
1923年3月、陳杏村は蓬萊公学校（後の台北市大同区蓬萊国民小学校）を卒業。その後、1926年に台北女子職業学校（あるいは台北州立台北第三高等学校などの女学校）を卒業したとされる。卒業と同時に台湾総督府医学校卒業生の謝達林と結婚し、台南州新営郡白河鎮（現：台南市白河区）に、現地初の病院を開設した。その後、台湾内陸部にある温泉地である関子嶺に共同で別荘を購入した。
1926年に長男の謝哲義を出産し、1931年に次男の謝哲信（蓮舫の父）を出産。5年の間に二男二女を出産した。次男の哲信を出産後、服飾を学ぶために単身で東京に移住し、1932年に東京ファッション専門学校に入学した。
1934年、白河鎮で伝染病（腸管出血性大腸菌とされる）が大流行し、夫の謝達林もそれに感染し急死した。陳杏村は直ちに白河に戻り、葬儀に参加した。その後、未亡人となった陳杏村は夫の遺産を整理し、4人の子供を連れて台北市に移住した。

### タバコ事業
1935年、陳杏村は東京ファッション専門学校を卒業した。間もなく、陳杏村は台北市に洋装店をオープンした。この頃から台北市でファッションデザイナーとして活躍していたことが台湾日日新報などで報告されている。
1936年4月ごろ、陳杏村は4人の子供を家族に預け、上海に向かった。1938年7月18日前後、陳杏村は台北市にカフェをオープンした。
1939年2月、陳杏村は行方不明になった実弟の陳建昌氏を探しに広東省へ向かった。そこで、日本軍の特務機関から派遣されたと自称する「小島」と名乗る男と共に、「華南煙草運銷公司（華南タバコ運送販売会社）」を設立し、英米のタバコの代理販売を始めた。その後、独力で「南華煙草運銷公司」を設立し、上海にも進出した。その他にも、日本の駐華大使館が華中煙草組合を設立した際、陳杏村は86万元余を投資し、株主となった。
その後、陳杏村は、日本軍に封鎖（当時は上海が日本軍の占領下にあった）されていた南洋兄弟煙草公司を、200万元上納することで封鎖を解除し、営業を再開させた。当時の上海の日本租界地のタバコは、ほとんど彼女の手によるものであった。
南洋兄弟煙草公司は、商売に影響を及ぼすことを懸念し、陳杏村の名義で日本陸軍に資金を寄付した。日本陸軍は、この資金で軽爆撃機と戦闘機を1機づつ購入した。それぞれ「興亜第一四二六（杏村1号）」と「愛国第二五五〇（杏山2号）」と命名された。また、陳杏村は「南華実業公司常務」名義で、華南派遣軍八一一一部隊「吉野機関」の福山芳夫中佐参謀に6000万元を3カ月以内に支払うという貸借契約を結んだが、福山が不要と判断したため履行されなかった。この頃の陳杏村は、上海のブロードウェイマンションを拠点としていた記録が残っている。

### 戦後
1945年8月15日、終戦。同年9月には、台湾政財界の有力者による上海訪問団が上海に到着。陳杏村は林献堂などを自宅に招待し、宴会を開いた。1945年10月16日、陳杏村は上海の自宅で「漢奸」として逮捕され、家宅捜索が行われた。陳杏村の子供たちは全員、新台湾同志協会に支援を求めた。
1946年3月、台湾籍の漢奸には、漢奸条例ではなく、「戦争罪犯審判条例」が適用されるとして、軍事法廷に送られた。1946年9月、台湾光復致敬団は上海に赴いた。現地の台湾人の事務方に協力し、葉栄鐘らを刑務所に派遣して陳杏村、蔡寿郎ら19人の被拘留者を訪問した。
1947年1月6日、陳杏村は軍事検察の徐乃堅に「戦争犯罪」の罪で起訴された。南京軍事裁判所で、委任弁護士の李食霞氏は「戦闘機を献上したことや融資契約が戦争に加担した罪に問われるとしても、台湾人は当時、日本人から強要されたことに逆らうことはできず、不当である。また、そのような行為は国民の義務を果たしたにすぎない」と弁護し、無罪を求刑した。
1947年5月14日、裁判長の石美瑜らは、陳杏村に無罪を判決した。その理由は、「被告籍は台湾に属し、日本国民の身分であり、たとえ戦闘機を献上したことや融資契約が事実であっても、国民が国家に対して果たすべき義務であった。その行為は敵国の軍事に協力していないわけではないが、国際条約と国際保証に違反していなく、ハーグ陸戦条約に違反していなく、また処罰規定もなく、犯罪を構成していないものなので、無罪の論にすべきである」というものだった。

### 台湾バナナ輸出事業
日本と台湾のバナナの交易は終戦を迎えた1945年以降途絶えており、中華民国が台湾を統治してからバナナ交易が再開された。当時の中華民国にとっては、バナナの収益は外貨収入の2~3割を締めており、そのほとんどは日本市場向けであった。当時の台湾のバナナ輸出業は、国民党政府によって大きな利権とされ、台湾青果輸出業同業公会（輸出同業公会）や合作社などの業界団体の管理下にあった。陳杏村は台湾にもどり、大一貿易有限公司を設立し、台湾バナナ輸出市場を始める。陳杏村が台湾バナナ事業に参入できたのは、台湾の有力者とのツテがあったからだと推測されている。台湾と日本に貿易会社である福光貿易株式会社を設立した。
1955年、ライフコーポレーション創業者である清水信次と共に「日本バナナ輸入協会」などを設立。その後、台湾青果輸出業同業公会理事長や駐日弁事所主任などの要職に就き、台湾のバナナ輸出市場を掌握した。一時期、陳杏村率いる輸出公会の対日バナナ輸出シェアは9割以上を占めていた。陳杏村たちが主導した輸出同業公会は眷村「果貿新村」などを建設・寄贈し、宋美齢から高い評価を受けた。
1958年、蒋介石総統らが署名した「陸海空軍表彰状」を受け取り、国民党政府から表彰された。
1963年、東京都中央区銀座にバナナ輸入会社丸大商事株式会社を設立。
1964年、合作社を率いる呉振瑞は、陳杏村と議論し、バナナ輸出割当「五五出口制」を実現させた。（台湾から輸出されるバナナ輸出割当額を、輸出同業公会と合作社で2分するという取り決め）。ある時、「陳杏村が主任を務める駐日弁事所は、かつて日本の業者が輸入バナナ1籠に何百円というリベートを持参しなければ台湾バナナを輸入させない」として多額の金を上納させ外為法違反容疑で警察から取り調べを受けたことがある。この件は、佐藤内閣時代の1966年11月1日第52回国会農林水産委員会第4号「バナナ等輸入果実その他に関する件」で、公明党所属の参議院議員である黒柳明が追求し、自由民主党の黒い霧事件として取りざたされた。
その他、契徳燃料廠株式会社を経営した。晩年の陳杏村は、商売を次第に次男の謝哲信に任せ、自身の娘2人が住むアメリカに移住。その後再び東京に戻り、幼き日の蓮舫と共に過ごした後に、身の衰えを感じ台北市に戻り、1977年に同地にて68歳で没した。

## 家族
陳杏村と謝達林は、4人の子女を育てている。
- 謝哲義 - 長男。
- 謝哲信 - 次男。蓮舫の父[23]。1931年生誕。同志社大学に留学。卒業後、1959年に日本に移住し、陳杏村のバナナ事業を引き継ぐ。砂田勝次郎が経営する台湾バナナ輸入会社「砂田産業」を実質的に経営（のちに桂信貿易と改称し謝哲信の妻で蓮舫の母である齊藤桂子が代表取締役を務める）[12]。バナナ事業で成功したこともあり、東京都目黒区に通称「バナナ御殿」と呼ばれた豪邸を所有[24]。1994年、癌により62歳で死去。

## 逸話
- 「蓮舫」の名前は、陳杏村によって付けられたとされる[1]。